# 加里波第广场 (那不勒斯)
40°51′09″N 14°16′11″E / 40.85256340°N 14.269631°E

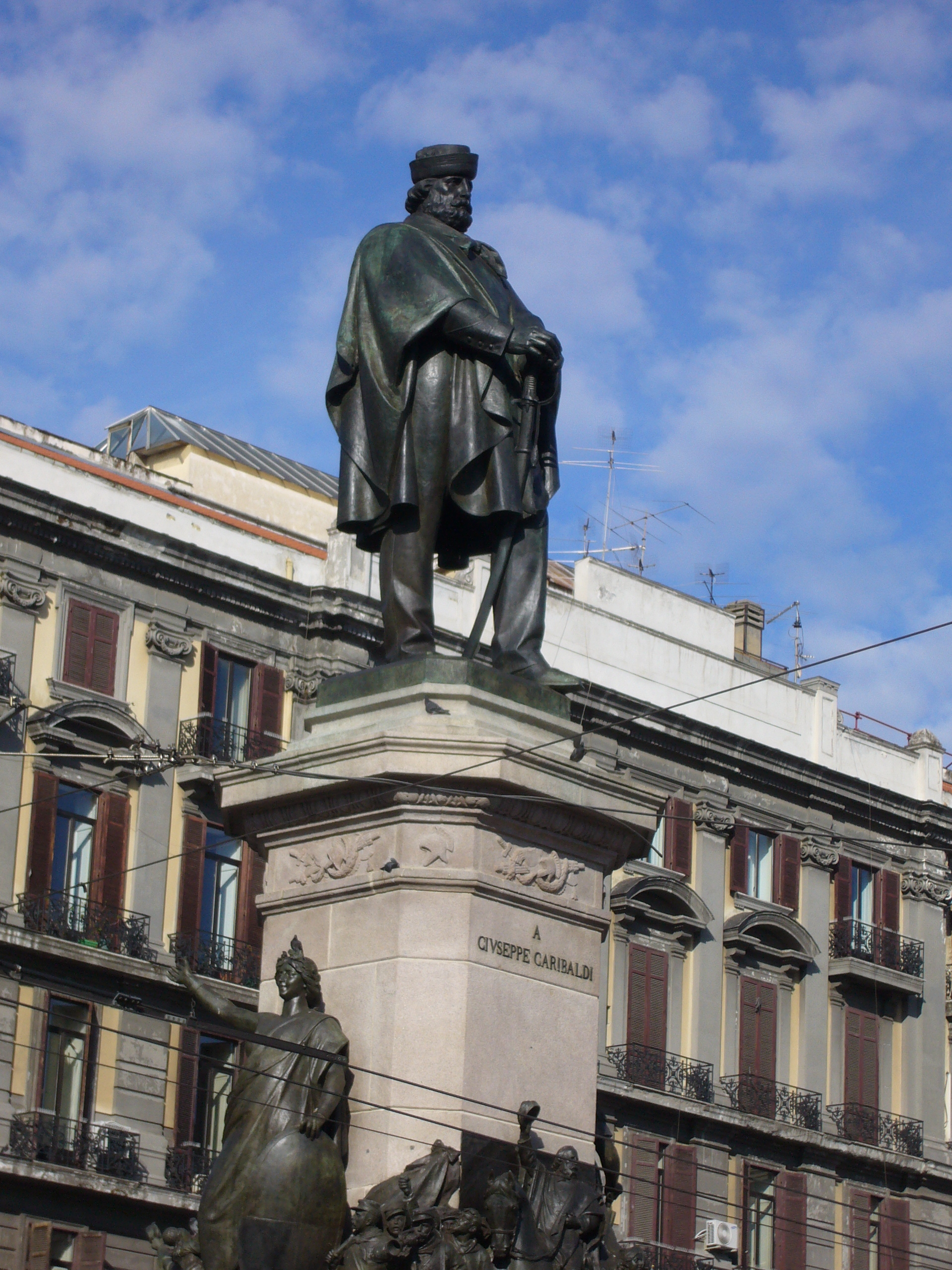
朱塞佩·加里波第雕像

加里波第广场（Piazza Garibaldi）是意大利那不勒斯的一个重要广场，位于Pendino、集市、圣老楞佐区（San Lorenzo）、维卡瑞亚（Vicaria）四区的交界。
1866年开辟，那不勒斯中央車站（意大利客流第三位）以及地铁1号线、2号线和维苏威环线（Circumvesuviana）的车站均设于此。